# 斯蒂芬斯縣 (德克薩斯州)
斯蒂芬斯縣（英語：Stephens County）是美國德克薩斯州中北部的一個縣。面積2,387平方公里。根據美國2000年人口普查，共有人口9,674人。縣治布雷肯里奇（Breckenridge）。
成立於1858年，縣名原名布坎南縣（紀念第十五任總統詹姆斯·布坎南）。1861年改名紀念喬治亞州州長、美利堅邦聯副總統亞歷山大·H·斯蒂芬斯。